# Avenida Chuy
La Avenida Chuy o Chuy Prospekti (en kirguís: Чүй проспекти; en ruso: Чуйский проспект)es una vía importante en Biskek, la capital de Kirguistán. Se extiende desde la frontera este de Biskek a Deng Xiaoping Prospekti en el oeste.
Chuy Prospekti se originó como la calle Kupecheskaya (Comerciante), y en 1924 fue renombrada como la calle Grazhdanskaya (Civil) . A partir de 1936 se conoce como la calle Stalin, desde 1961 como Calle XXII Parts'ezd, y en 1974 como la Avenida Lenin o «Lenin Prospekt».